# Мысовских, Иван Петрович
Иван Петрович Мысовских (25.11.1921-05.12.2007) — российский учёный в области вычислительной математики, доктор физико-математических наук, профессор, заслуженный деятель науки РФ (1999).

## Биография
Родился 25 ноября 1921 года в деревне Друганово (сейчас — Тюменская область).
Окончил школу-семилетку в д. Червишево, рабфак при Тюменском педагогическом институте и Математико-механический факультет Ленинградского университета (годы учёбы 1938—1941, 1945—1947).
В 1941—1945 гг. служил в РККА (3-я понтонно-мостовая бригада, Ленинградский и 1-й Украинский фронты), фронтовик, награждён орденом Красной Звезды, орденом Отечественной войны II степени, медалями «За оборону Ленинграда», «За освобождение Праги», «За победу над Германией».
В 1947—1950 гг. учился в аспирантуре при кафедре математического анализа ЛГУ (научный руководитель Л. В. Канторович). С 1950 г. работал там же, в 1951 перешел на новую кафедру вычислительной математики, где занимал должности ассистента, затем доцента и профессора, в 1970—1997 годах заведующий кафедрой.
В 1957—1959 годах в научной командировке в Гиринском университете (Китай). Его книга «Методы вычислений» опубликована в Пекине на китайском языке Издательством народного образования.
Много лет являлся одним из научных руководителей Петербургской научной школы по вычислительной математике.
Наиболее важные из полученных результатов относятся к вычислению кратных интегралов с помощью кубатурных формул.
Автор более 100 научных публикаций, среди которых «Лекции по методам вычислений» (М., 1962; СПб., 1998), «Интерполяционные кубатурные формулы» (М.-Л., 1981), первая переведена на английский язык, вторая — на немецкий.
Доктор физико-математических наук (1993), профессор. Докторская диссертация на тему «О краевых задачах для вырождающихся параболических уравнений с разрывными коэффициентами».
Заслуженный деятель науки РФ (1999).
Умер 5 декабря 2007 года в Санкт-Петербурге.
Сочинения:
- Лекции по методам вычислений [Текст]. — Москва : Физматгиз, 1962. — 342 с. : черт.; 21 см.
- Интерполяционные кубатурные формулы / И. П. Мысовских. — М. : Наука, 1981. — 336 с. : ил.; 20 см;
- «Представление резольвенты суммы двух ядер», Матем. сб., 46(88):1 (1958), 77-90
- «Об оценке ошибки приближенных методов отыскания собственных значений эрмитова ядра», Матем. сб., 48(90):2 (1959), 137—148